# Матушка, Янко
Я́нко Ма́тушка (словац.  Janko Matúška; 10 января 1821, Долны Кубин Габсбургская монархия — 11 января 1877, там же) — словацкий поэт романтизма, писатель, журналист, автор текста гимна Словакии «Над Татрами молнии сверкают» (с 1993).

## Биография

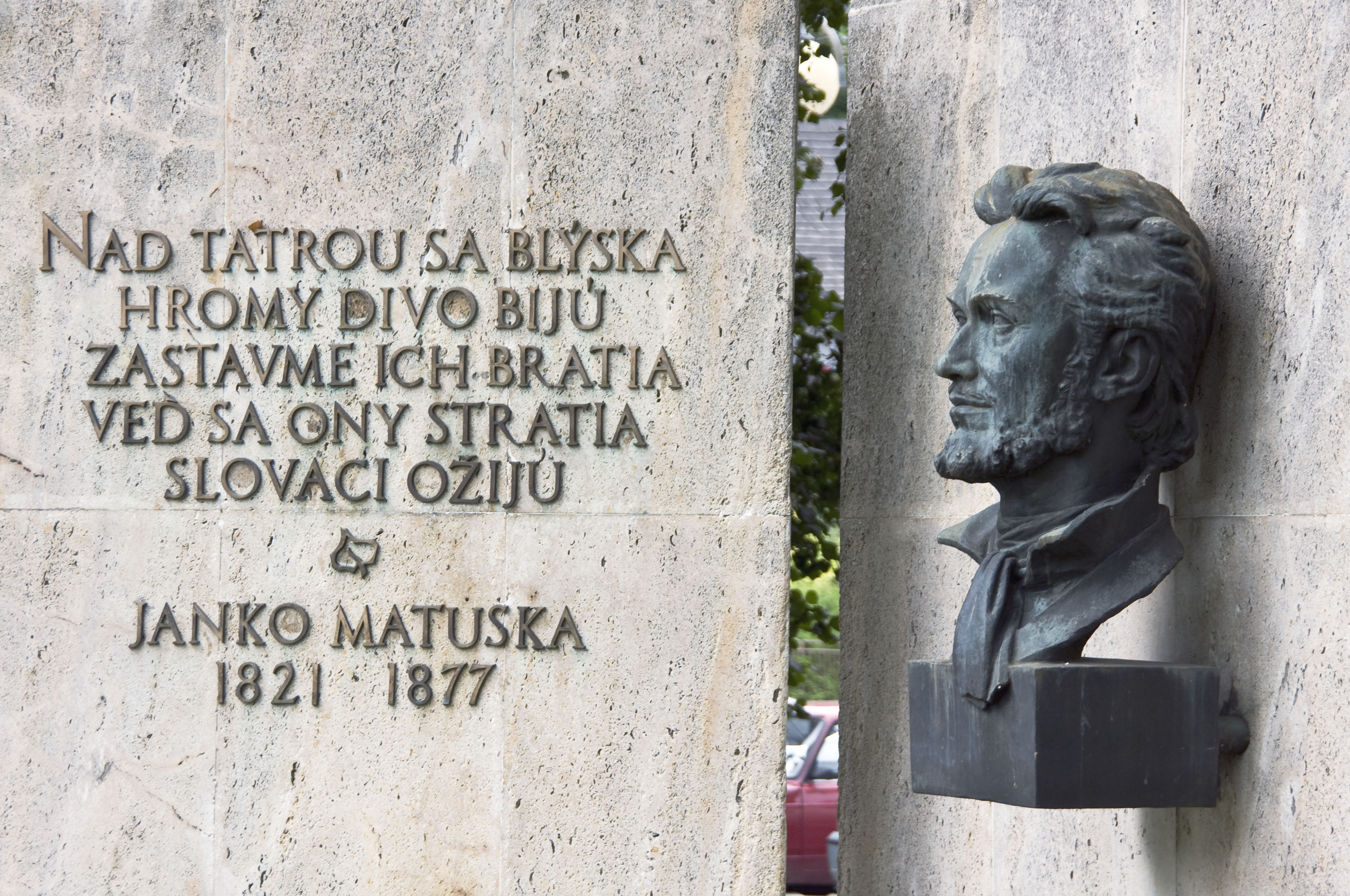
Бюст на родине поэта в г. Долны Кубин

Родился в семье ремесленника. До 1844 изучал теологию в Братиславском Евангелическом лютеранском лицее, где познакомился и подружился с Людовитом Штуром, преподавателем чешско-словацкого языка и литературы.
После отстранения Штура от преподавательской деятельности и последовавшего за увольнением ареста венгерскими властями, Матушка вместе с другими словацкими студентами протестовал против действий мадьяр. Тогда же в 1844 году во время похода студентов Лицея из Братиславы в Левочу в знак протеста против ареста Людовита Штура он написал песню, ставшую гимном Словакии (музыка народной песни «Копала колодец, смотрела в него» («Kopala studienku»).
В марте 1844 покинул лицей в знак протеста. В середине 1844 вернулся домой, где до 1848 работал в качестве домашнего учителя. Поселился в Ораве, где прожил много лет.
Участник революции 1848 года в Австрийской империи.
После подавления восстания тяжело заболел. Скрывался от преследований. После революции 1848 года перестал заниматься литературным творчеством.
Умер в 1877 году.

## Творчество
Писать стихи начал будучи студентом лицея. Автор поэтических баллад и басен. Опубликовал несколько прозаических и драматургческих произведений. Занимался переводами с польского (например, перевел на словацкий язык драматическую поэму «Дзяды» Адама Мицкевича).

## Избранная библиография

### Поэзия
- 1844 — Nad Tatrou sa blýska
- Púchovská skala
- Svätý zákon
- Hrdoš
- Sokolíček plavý
- Preletel sokolík nad tichým Dunajom
- Slepý starec
- Po dolinách
- Vzdychy spod Lysice
- Kozia skala

### Проза
- Zhoda liptovská (новелла)

### Драматические произведения
- 1846 — Siroty